# Kazimierz Rzętkowski
Kazimierz Bruno Rzętkowski (ur. 5 stycznia 1870 w Warszawie, zm. 20 grudnia 1924 tamże) – polski lekarz internista, dziekan Wydziału Lekarskiego Uniwersytetu Warszawskiego (1921–1922).

## Życiorys
Był synem Stanisława Rzętkowskiego i Tekli z d. Paschalis.
W 1890 ukończył II Gimnazjum w Warszawie. W 1896 ukończył na Uniwersytecie Warszawskim studia lekarskie, w latach 1896–1904 pracował w Szpitalu Dzieciątka Jezus w Warszawie, na oddziale kierowanym przez Teodora Dunina.
W latach 1904–1913 był ordynatorem Oddziału Wewnętrznego Szpitala Wolskiego, w latach 1913–1917 ordynatorem w Szpitalu Dzieciątka Jezus. W 1917 uzyskał na Uniwersytecie Jagiellońskim stopień doktora na podstawie pracy Badania nad zachowaniem się kwasów nukleinowych w ustroju. W 1918 został kierownikiem I Katedry Chorób Wewnętrznych Uniwersytetu Warszawskiego, w 1919 otrzymał tytuł profesora zwyczajnego UW. W latach 1921–1922 był dziekanem Wydziału Lekarskiego UW. W swoich badaniach zajmował się endokrynologią, kardiologią i diagnostyką laboratoryjną. Prowadził badania nad otyłością, badania biochemiczne nad składem krwi, należał do pionierów elektrokardiografii klinicznej w Polsce.
W latach 1907–1913 był redaktorem naczelnym pisma Pamiętnik Towarzystwa Lekarskiego Warszawskiego, należał także do redakcji pism Medycyna Doświadczalna i Kliniczna oraz Warszawskie czasopismo lekarskie. W 1917 wydał książkę Odbudowa kraju a szpitalnictwo. Zarys programu rozwoju naszego szpitalnictwa krajowego.
Od 1913 był członkiem Towarzystwa Naukowego Warszawskiego.
Za pracę Badania nad zachowaniem się kwasów aminowych w ustroju ludzkim otrzymał w 1916 nagrodę im. J. Warschauera przyznawaną przez Akademię Umiejętności. 2 maja 1923 został odznaczony Krzyżem Komandorskim Orderu Odrodzenia Polski „w uznaniu zasług, położonych dla Rzeczypospolitej Polskiej na polu nauki i pracy obywatelskiej”.

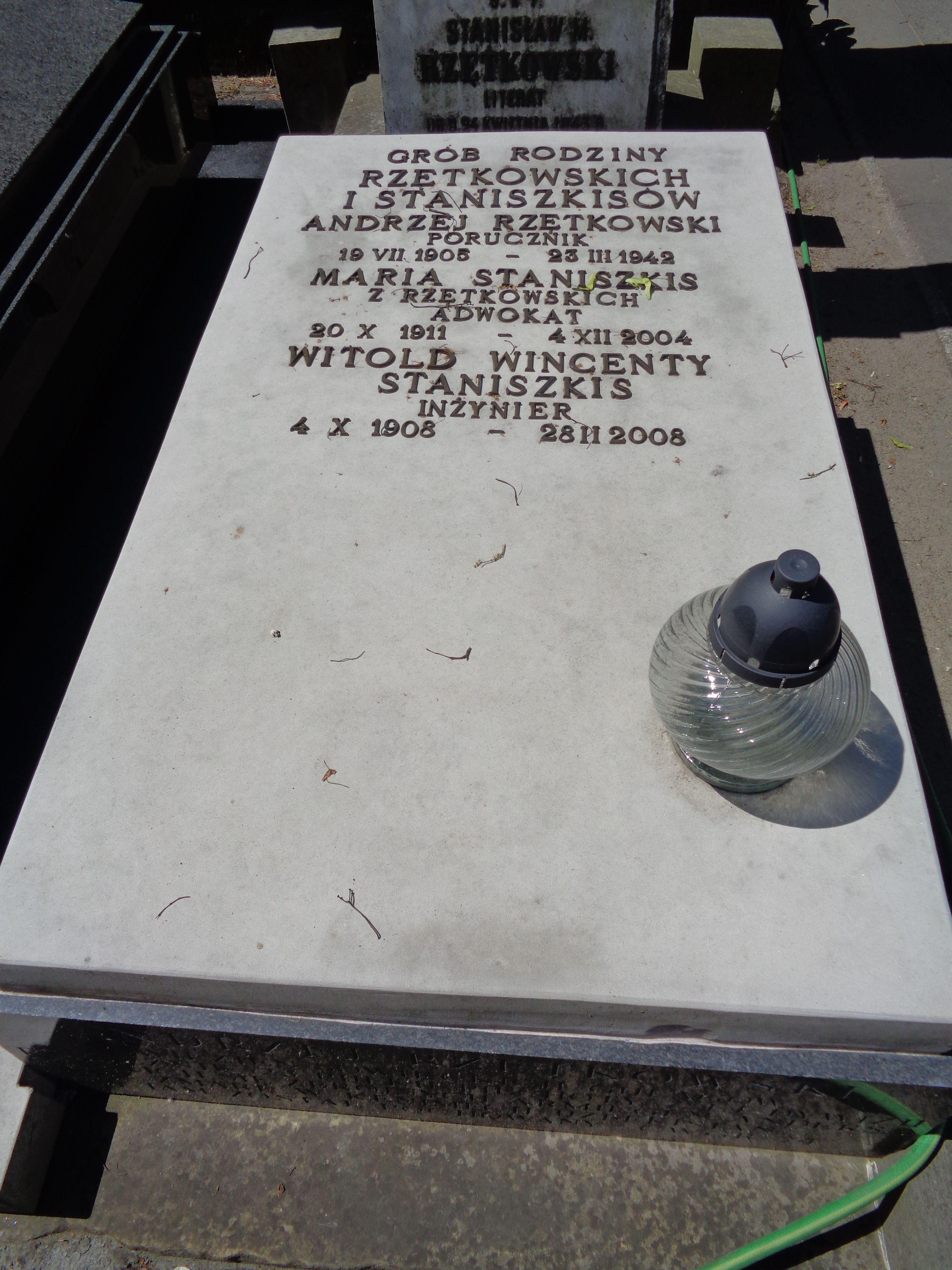
Grób Rzętkowskich i Staniszkisów na cmentarzu Powązkowskim

Jego córką była Maria Staniszkis, matka Jadwigi Staniszkis.
Pochowany został na warszawskim cmentarzu Powązkowskim w Warszawie (kwatera 11-3-1).